# Alena Skálová
Alena Skálová (21. září 1926 Ostrava – 3. února 2002 Praha) byla česká choreografka, pedagožka a tanečnice, spoluzakladatelka souboru Chorea Bohemica.

## Život a kariéra
Narodila se jako Alena Špačková v Ostravě v rodině stavebního inženýra. Studium na gymnáziu, přerušené v průběhu druhé světové války, ukončila roku 1945 v Uherském Brodě. V letech 1945–1949 studovala v Praze u Jarmily Kröschlové pedagogiku a choreografii novodobého tance.
Mezi roky 1947–1950 působila v hudebních školách a jako cvičitelka léčebného tělocviku. V letech 1950–1951 byla asistentkou pohybové výchovy na DAMU, v letech 1951–1956 pracovala v tanečním oddělení Ústředního domu lidové umělecké tvořivosti (ÚDLUT) a po roce 1956 byla lektorkou pohybové výchovy Ústředního kulturního domu dopravy a spojů.
Uplatnila se i jako choreografka; její choreografie měla základ v poetice lidového divadla. V letech 1959–1961 byla choreografkou Souboru písní a tanců Josefa Vycpálka. V roce 1967 založila společně s Jaroslavem Krčkem hudebně-taneční soubor Chorea Bohemica. Solupracovala také s dalšími folklorními soubory (Danza Bohemica, Gaudeamus nebo Hradišťan).
Byla pohybovou poradkyní při studiu řady činoherních inscenací, spolupracovala také s filmem a televizí. K pedagogice se vrátila v 70. letech 20. století, vedla semináře pro učitele pohybové výchovy a vedoucí folklorních souborů. V letech 1972–1975 vyučovala v tanečním oddělení Pražské konzervatoře a od roku 1975 téměř do své smrti působila na Lidové škole umění v Praze 8.